# ARCAS (foguete)

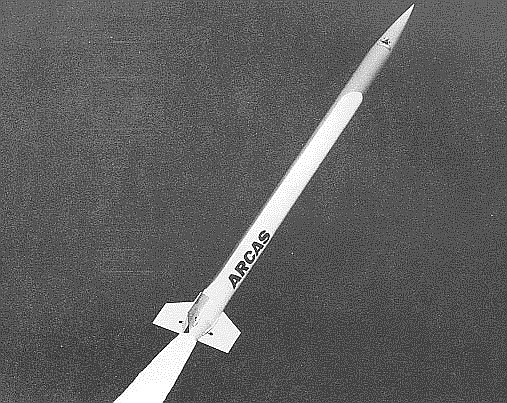
O foguete Arcas.

Arcas — também conhecido como ARCAS — foi a designação de um foguete de sondagem norte-americano, tendo sido utilizado de 31 de Julho de 1959 a 9 de Agosto de 1991, com no mínimo 421 lançamentos. O Arcas, com 2,30 m de altura, atingia a altitude máxima de 52 km, com um empuxo de partida de 1,5 kN, com massa total de 34 kg, e diâmetro de 11 cm.

## Super Arcas
Esta era uma variação do Arcas, extensivamente usada ao redor do mundo a partir de uma grande variedade de plataformas terrestres e marítimas. Com um booster alimentado por um gerador de gás no tubo de lançament, que fazia uso de um cartucho explosivo (igual aos usados para ejetar cadeiras de pilotos em aviões de caça), ele era capaz de atingir altitudes de até 100 km. 

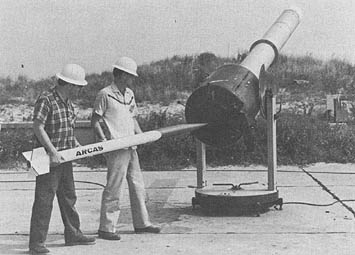
O foguete Arcas sendo inserido no lançador. Nota-se o gerador de gás na base do lançador.

Ele foi muito empregado em lançamentos de experimentos meteorológicos onde era necessário o lançamento de vários foguetes num curto espaço de tempo, devida à facilidade de preparar rapidamente o seu tubo de lançamento para um novo disparo. Um desses experimentos chegou a lançar um foguete a cada hora por um período de 24 horas contínuas na Antártica.

## Boosted Arcas
Uma outra variante do foguete Arcas foi chamada de Boosted Arcas, que era um foguete de dois estágios: um primeiro estágio Booster e um segundo estágio Arcas.

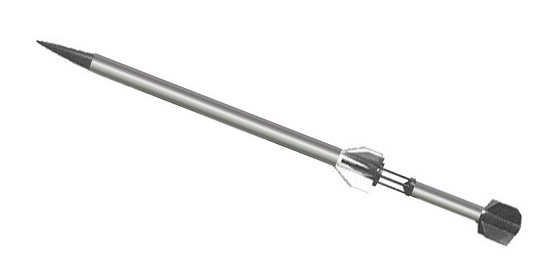
Um foguete Boosted Arcas.

## Ligações Externas
- http://www.astronautix.com/lvs/arcas.htm